# Камень (Новгородская область)
Ка́мень — деревня в Волотовском районе Новгородской области, входит в состав Ратицкого сельского поселения.

## География
Расположена в 20 км к северо-востоку от районного центра.
Ближайшие населённые пункты — деревни Парник, Деревик, Заречье.

## Население
| 2010 | 2011 | 2012 | 2013 | 2014 | 2015 | 2016 |
| ---- | ---- | ---- | ---- | ---- | ---- | ---- |
| 12   | ↗14  | ↘13  | ↘12  | →12  | →12  | →12  |

## История
До апреля 2010 года деревня входила в Городецкое сельское поселение, затем в Горское сельское поселение, которое с марта 2016 года переименовано в Ратицкое сельское поселение.

## Достопримечательности
Рядом с деревней находится внушительных размеров гранитный камень, по которому она и названа. «Валун у деревни Камень» имеет статус памятника природы регионального значения.